# Giorgio Vasari
Giorgio Vasari (Arezzo, 1511. július 30.(?) – Firenze, 1574. június 27.) olasz építész, manierista festő, művészeti író.

## Életpályája
Fiatalon került Firenzébe, ahol Michelangelo és Andrea del Sarto tanítványa volt, de leginkább Raffaello és Michelangelo római falfestményeinek a másolásával képezte magát. Tanult rajzolni, festeni, és ötvösséget is. Firenzében nagyrészt a Medici-család szolgálatában állt. 
Tevékenykedett Arezzóban, Bolognában, Nápolyban, Velencében, Rómában, Riminiben, Ravennában, Urbinóban. Michelangelóval közelebbi kapcsolatba került, festett képeket is a kartonjai szerint, és az ő tanácsára folytatott építészeti tanulmányokat is.

### Festőművészként
- A Palazzo Vecchio udvarának, nagytermének és melléktermeinek nagy freskóképeiben főleg a Medici-család történetének egyes jeleneteit ábrázolta. Rómában, a Vatikán Sala regiáját a pápák történetéből vett festményekkel díszítette, a római Cancellaria nagy termének falaira pedig III. Pál pápa történetét festette. Számos függő képe közül a legnevezetesebbek: Az utolsó vacsora (Firenze, Santa Croce-kolostor); Keresztelő János lefejezése (Róma, S. Giovanni Battista); Ahasvérus lakomája (Arezzo, Akadémia); Krisztus föltámadása (sienai akadémia); Nagy Szent Gergely (bolognai képtár); Caritas (madridi múzeum); Lorenzo Magnifico és Alessandro de'Medici, valamint saját képmása a firenzei Uffizi-képtárban stb. Jellemző módon, ha nem is éppen előnyösen mutatja be a Budapesten látható két képe: A kánai menyegző és A három grácia.
- Festőként nem volt a legnagyobbak között. Festményeiben vajmi kevés az igazi érzés és rendkívüli ügyessége a kompozícióban és rajzban sem remekelt.

### Építészként
Mint építész, maradandót alkotott: az ő tervei szerint épült az Uffizi és az úgynevezett Vasari-folyosó Firenzében.

### Művészeti íróként
- Hírnevét főleg irodalmi munkásságának köszönheti. Az olasz művészek életrajzainak nagy gyűjteménye, amelyet Le vite de'più ecellenti pittori, scultori ed architettori címmel 1550-ben Firenzében és második javított, bővített kiadásban 1568-ban kiadott (magyarul: A legkiválóbb festők, szobrászok és építészek élete; Magyar Helikon, 1978), hibái és hiányai dacára a művészeti irodalom mindmáig egyik legjelentősebb forrása. A munka több mint ezer oldal; felbecsülhetetlen forrása a művészettörténet-írásnak.
- A reneszánsz szót valószínűleg ő használta először.

## Magyarul megjelent művei
- A renaissance mesterei; ford., jegyz. Honti Rezső; Győző, Bp., 1930
- A renaissance nagy művészei; ford., bev. Brelich Mario; ABC, Bp., 1943
- A legkiválóbb festők, szobrászok és építészek élete; vál., bev., életrajzok Vayer Lajos, ford. Zsámboki Zoltán; Magyar Helikon–Európa, Bp., 1973
- A legkiválóbb festők, szobrászok és építészek élete; szerk.: Zima Szabolcs. Tóth Könyvkereskedés és Kiadó Kft., Debrecen, 2004 ISBN 963 5962 568

## Alkotásai

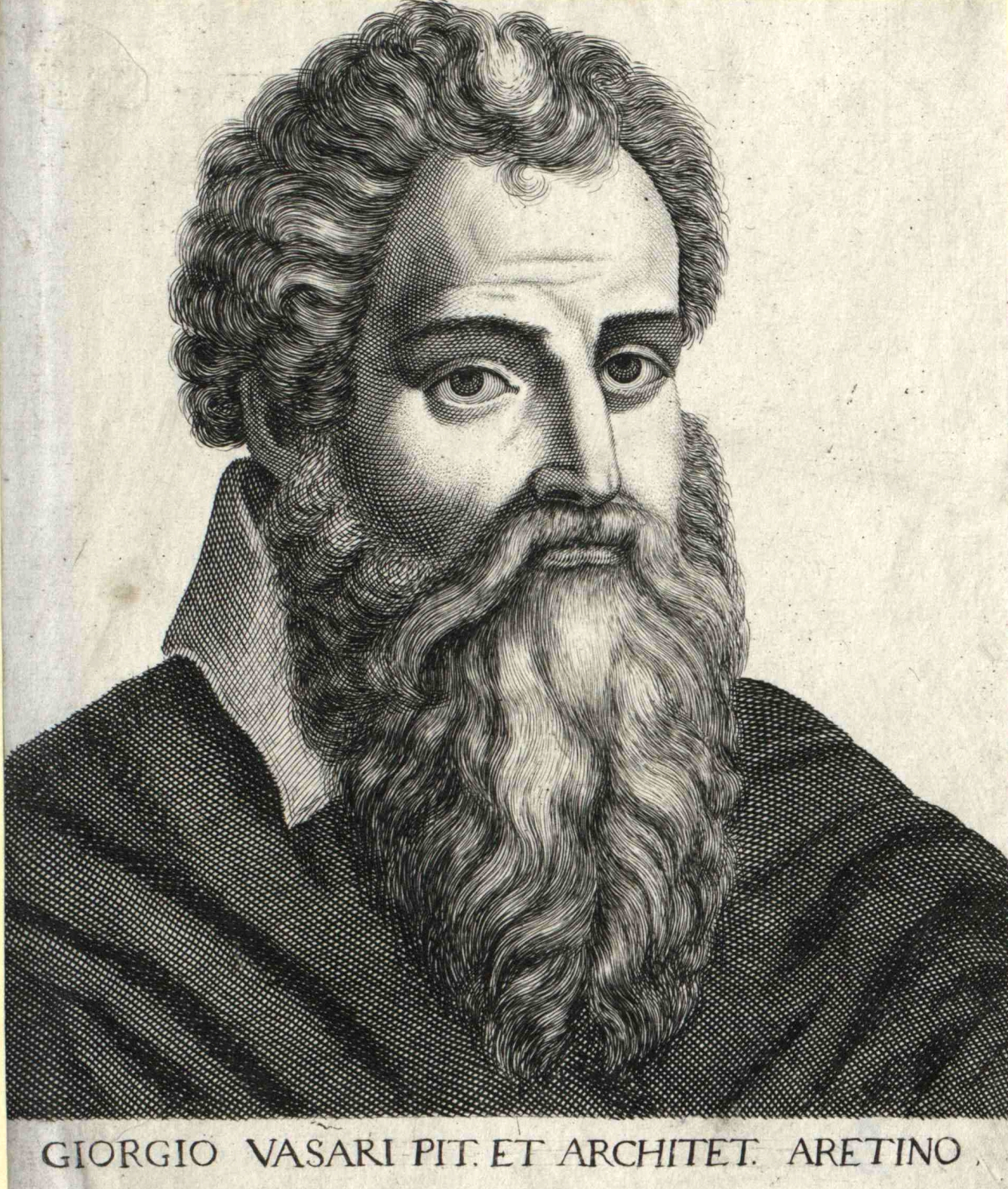
Portréja
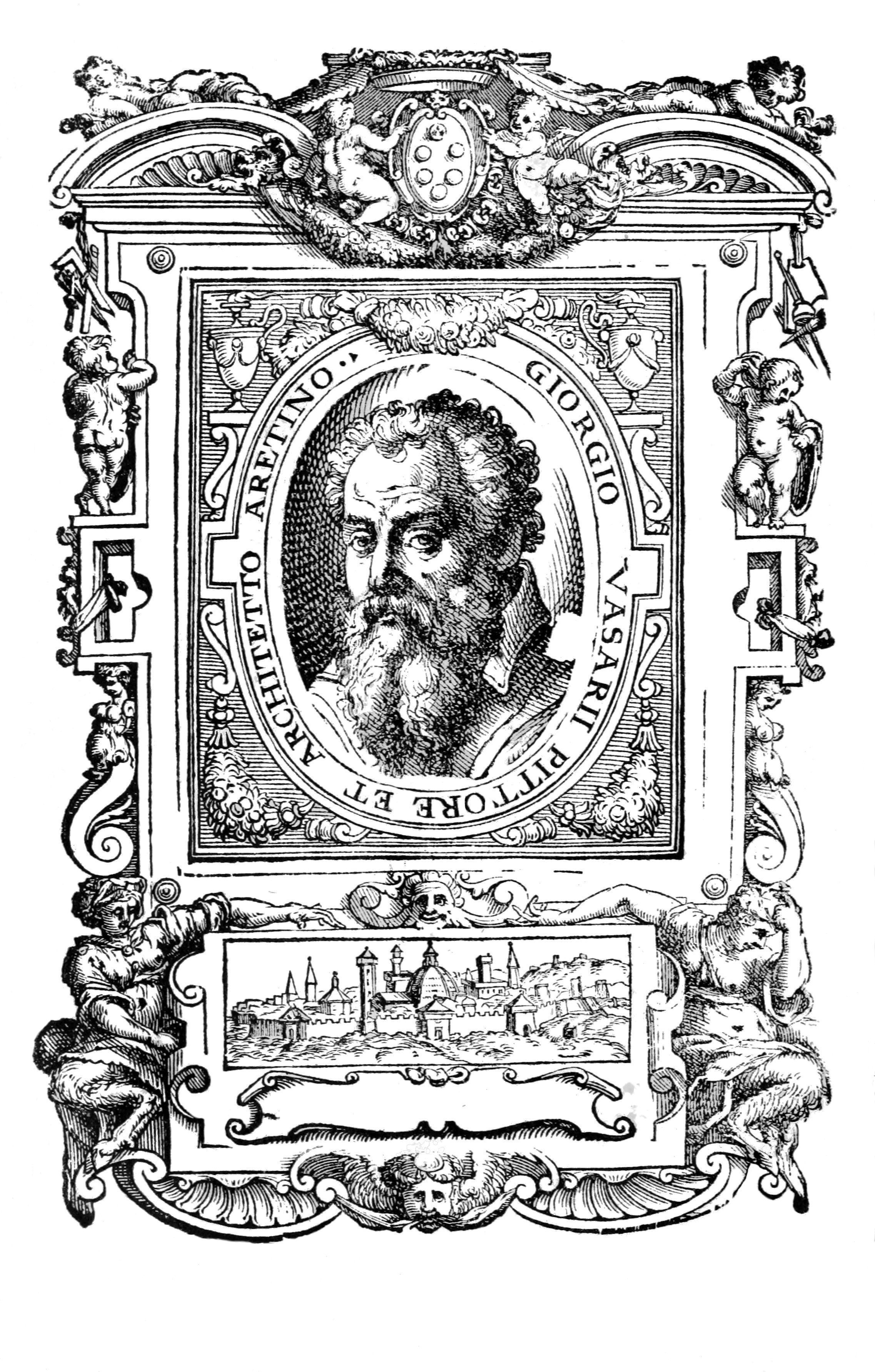
Önarcképe
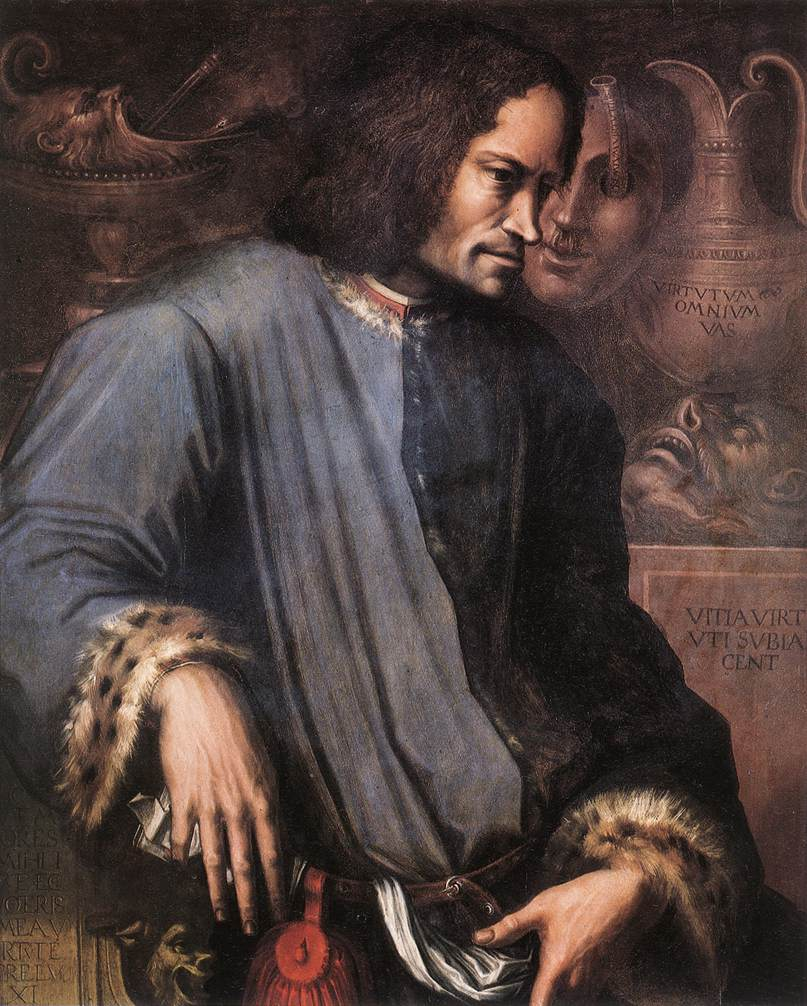
Lorenzo il Magnifico
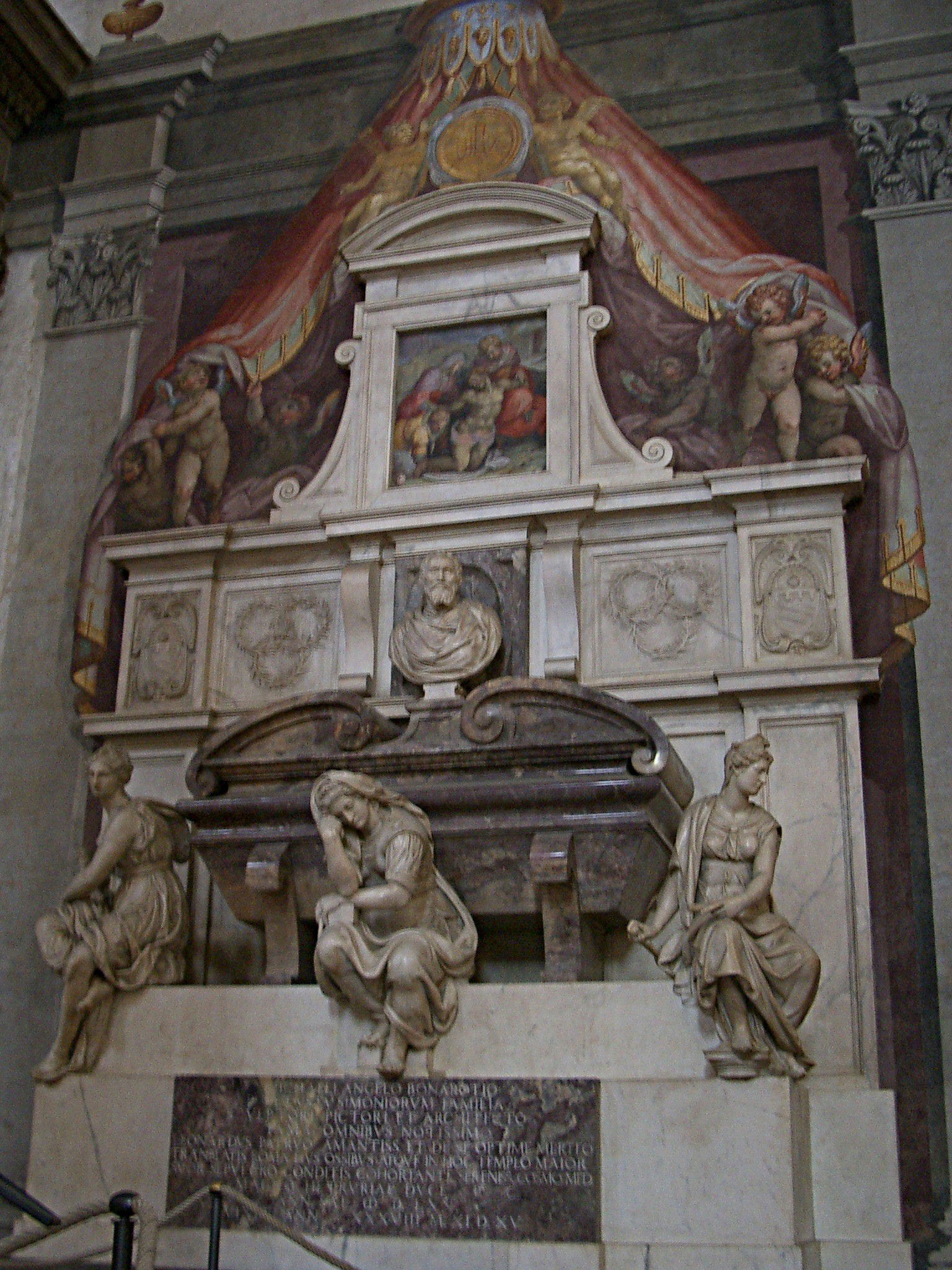
Michelangelo síremléke Firenzében